# Michael Quigley
Michael Quigley (Indianapolis, 17 ottobre 1958) è un politico statunitense, membro della Camera dei Rappresentanti per lo stato dell'Illinois dal 2009.

## Biografia
Nato nell'Indiana, Quigley si trasferì in Illinois nel 1982 e si laureò in legge all'Università di Chicago. Entrato in politica con il Partito Democratico, nel 1998 Quigley venne eletto all'interno del Board of Commissioners della Contea di Cook.
Nel 2009 il deputato Rahm Emanuel rassegnò le dimissioni per divenire capo di gabinetto della Casa Bianca sotto l'amministrazione Obama e così Quigley si candidò per il suo seggio alla Camera dei Rappresentanti, riuscendo a vincere. Gli elettori lo riconfermarono poi negli anni successivi.
Sposato con Barbara, Quigley ha due figlie.